# (653) Berenice
(653) Berenice es un asteroide perteneciente al cinturón de asteroides descubierto el 27 de noviembre de 1907 por Joel Hastings Metcalf desde el observatorio de Taunton, Estados Unidos.

## Designación y nombre
Berenice recibió inicialmente la designación de 1907 BK.
Más adelante, se nombró en honor de la reina egipcia Berenice (269-221 a. C.), esposa de Ptolomeo III.

## Características orbitales
Berenice orbita a una distancia media de 3,015 ua del Sol, pudiendo alejarse hasta 3,134 ua. Su inclinación orbital es 11,29° y la excentricidad 0,03968. Emplea 1912 días en completar una órbita alrededor del Sol. Forma parte de la familia asteroidal de Eos.